# La Fête sauvage
Pour plus de détails, voir Fiche technique et Distribution.
La Fête sauvage est un documentaire animalier français réalisé par Frédéric Rossif et sorti en 1976. La bande sonore a été composée par Vangelis.
Le film a nécessité plus de deux années de tournage en Asie, Afrique et Amérique du Sud.

## Synopsis
Le film, capté sur le vif, raconte le quotidien des animaux sauvages. Vie et mort, chasse, jeu, amours, repos, il décrit le quotidien des animaux dans leur milieu naturel.

## Fiche technique
- Réalisation : Frédéric Rossif
- Commentaires : Madeleine Chapsal
- Musique : Vangelis
- Photographie : Bernard Zitzermann
- Montage : Dominique Cazeneuve
- Sociétés de production : Rafford Productions, Télé Hachette
- Pays de production :  France
- Langue originale : français
- Format : couleur - 1,66:1 - mono
- Genre : documentaire
- Durée : 92 minutes
- Date de sortie : 4 février 1976[2]
- Date de ressortie : 18 juin 2014 (version restaurée)
- Affiche : Jacques Vaissier (France)

## Distribution
- Évelyne Dress : récitante
- Gérard Falconetti : récitant
- Myriam Mézières : récitante

## Bande originale
La bande sonore, composée par le musicien et compositeur grec Vangelis, est sortie en 1976. Ce musicien est un des pionniers de la musique électronique.

## Publication
- Madeleine Chapsal, La Fête sauvage, édition Laffont, 1976, 199 pages.